# Uniwersytet w Gießen
Uniwersytet Justusa Liebiga w Gießen (niem. Justus-Liebig-Universität Gießen) – uczelnia w Gießen, w Hesji, w Niemczech, którą założono w 1607 roku.

## Historia

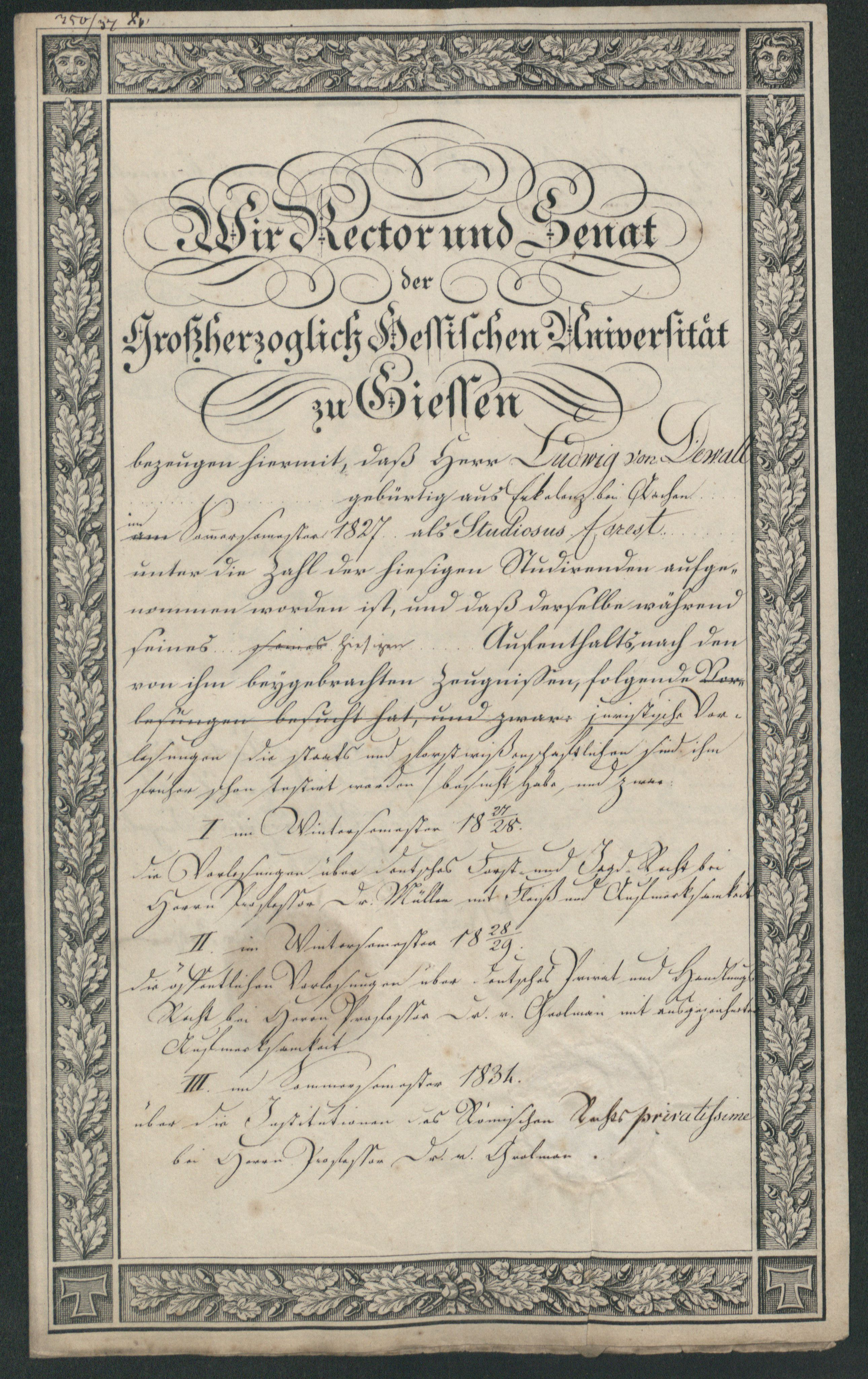
Dyplom ukończenia studiów na uniwersytecie w Gießen z 1834 r. ze zbiorów Archiwum Państwowego w Poznaniu

Powodem powstania uczelni była zmiana wyznania panującego na uniwersytecie w Marburgu z luterańskiego na kalwińskie w 1605 r., dokonana za sprawą landgrafa Hesji-Kassel Maurycego Uczonego. Luteranie uciekli wówczas do Hesji-Darmstadt, a tamtejszy władca Ludwik V Wierny założył nową, luterańską uczelnię Ludoviciana w Gießen, ok. 50 km na południe od Marburga (w 1607 r. cesarza Rudolf II Habsburg przyznał jej prawa uniwersytetu).
W roku 1625, w związku z Wojną Trzydziestoletnią wstrzymano działalność Uczelni i przeniesiono Uniwersytet do Marburga, do funkcjonowania w Gießen powrócono w roku 1650. Początkowo Uniwersytet zrzeszał około dwudziestu profesorów oraz posiadał cztery wydziały: Teologii, Prawoznawstwa, Medycyny i Filozofii.
Wiek XIX
Wiek XIX stał się istotnym okresem w aspekcie rozwoju szkoły wyższej. Położenie geograficzne Gießen przyczyniło się do rozwoju nowej współpracy i interakcji między uniwersytetem a instytutami i uczelniami w całej Europie. Równocześnie w związku z zainteresowaniem nowymi kierunkami nauk, które zaoferowała szkoła wyższa.
Wiek XX oraz czasy obecne
W 1902 r. liczba studentów przekroczyła po raz pierwszy 1000, a w 1908 r. po raz pierwszy na uczelni zaczęły studiować kobiety. Jednak Ze względu na światowe konflikty zbrojne niemożliwe było utrzymać działalność edukacyjną na odpowiednim poziomie. Powodem było między innymi: akceptowanie poglądów nazistowskich przez szerokie grono naukowców, zakazanie pracy i nauki osobom pochodzenia żydowskiego oraz tym, którzy nie akceptowali nowych idei.

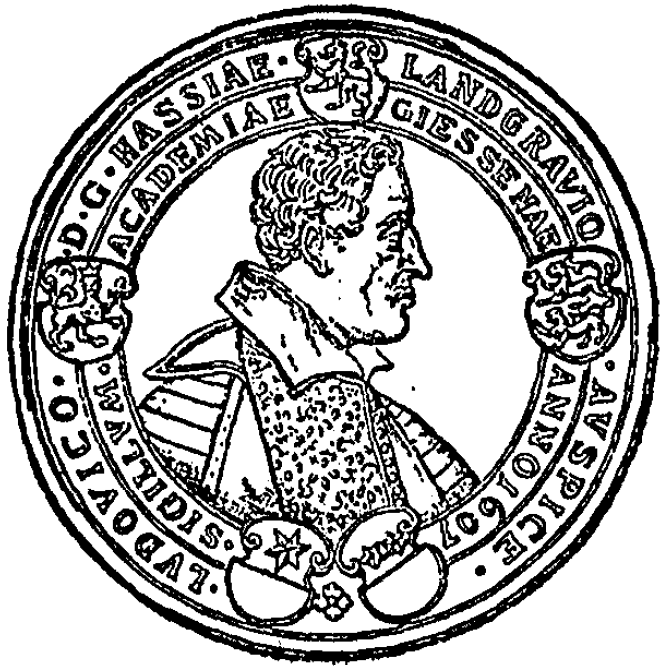
Ludoviciana (1607)

Po II wojnie światowej uniwersytet został zamknięty i ponownie otwarty dopiero w latach 50. XX wieku. Obecnie nosi nazwę profesora chemii z Gießen, Justusa von Liebiga, który rozwinął teorię o mineralnym odżywianiu się roślin. Innym słynnym profesorem był Wilhelm Röntgen, który badał promieniowanie radioaktywne. W latach 80. XX wieku Uniwersytet w Gießen stał się drugą co do wielkości uczelnią w Hesji. Obecnie Uniwersytet Juliusa Liebiga liczy około 25 tysięcy studentów i jest największym pracodawcą w Gießen.